# Fernand Khnopff
Fernand Khnopff, född 12 september 1858 i Grembergen, Dendermonde, död 12 november 1921 i Bryssel, var en belgisk målare och bildhuggare.
Khnopff, som växte upp i Brygge, studerade först juridik, sedan konst i Bryssel för Xavier Mellery och i Paris. Han påverkades mest av Gustave Moreau och Edward Burne-Jones. Khnopff tillhörde symbolisterna. Helst framställde han ädla, höga kvinnor med gåtfull blick och leende. Han målade dessa i olja eller pastell eller modellerade dem och skar då gärna av huvudet strax ovan ögonen: Sibylla (byst med slutna ögon), Medusa (byst i elfenben och brons).
Bland hans målningar märks Ensamhet, Väntan, Arum Lily, Minnen (pastell, Bryssels museum), I lock my door upon myself (Nya pinakoteket, München), Djur och ängel och andra sfinxbilder, Den helige Antonius frestelse, Lawn tennis (pastell), Étude anglaise. Khnopff målade även landskap samt gjorde stilfulla teckningar. Han var även skald och essayist.

## Bilder
| - Minnen (1889). - Den övergivna staden (1904). |